# Graceville, Florida
Graceville är en stad i Jackson County i Florida. Vid 2010 års folkräkning hade Graceville 2 278 invånare.